# ボーイズライフ
『ボーイズライフ』（英語: Boy's Life, 「少年の生活」の意）は、かつて小学館から発行されていた日本の月刊誌である。中学生以上の男子を対象とした読み物中心（一部漫画あり）の総合雑誌で、1963年（昭和38年）4月号から1969年（昭和44年）8月号まで発行された。

## 概要
小学館が『中学生の友』など3誌の休刊に代わるものとして1963年3月に創刊。創刊時の対象年齢は13歳から17歳とされていた。創刊編集長は、後に『ビッグコミック』他、多数の雑誌を創刊する小西湧之助であった。
読み物中心の雑誌で、創刊号（1963年4月1日発行、定価150円）に載った漫画は白土三平の「ざしきわらし」だけだった。売り物は小説や戦記物などのノンフィクションで、他にも宇宙人やアンドロイド、謎の生物や地球空洞説などの解説、ベトナム戦争、編集者による冒険的海外取材による部族・秘境などの写真特集も多く載っていた。小説は生島治郎の「ふり返らずに、走れ!」（1966年11月号〜1967年12月号）や大藪春彦の「血まみれの野獣」（1968年1月号〜1969年1月号）など、読者層である青少年の冒険心を刺激する冒険小説やアクション小説が中心だった。
1969年8月号（1969年8月1日発行、定価180円）で休刊となり、『週刊ポスト』に吸収された。
なお、1967年（昭和42年）、小学館は白土三平の「カムイ伝」欲しさに掲載誌である『月刊漫画ガロ』を買収、『ボーイズライフ』と合併して新雑誌を創刊する構想を当時の『月刊漫画ガロ』編集長である長井勝一に持ちかけて失敗に終わっている。しかし、この構想が1968年4月の『ビッグコミック』創刊につながり、創刊号の巻頭には白土三平の短編作品「野犬」がカラーで掲げられた。「野犬」は『ボーイズライフ』の1963年9月号に「三平劇場」第6回として掲載される予定だったが、「主人公が自殺する」という理由で掲載が見送られた経緯があった。

## 漫画の掲載
- 『三平劇場』、白土三平、全5回 / 1963年4月号-1963年8月号
- 『夢がいっぱいVACATION』、益子かつみ、全1回 / 1963年6月号
- 『バカンス航路』、益子かつみ、全1回 / 1963年8月号
- 『片目猿』、横山光輝、全19回 / 1963年9月号-1965年3月号
- 『陽気な仲間』、益子かつみ、全7回 / 1963年9月号-1964年3月号
- 『超人たち』、石森章太郎、全2回 / 1963年11月号、1963年12月号
- 『背番号0』、寺田ヒロオ、全8回 / 1964年4月号-1964年11月号
- 『こがらし一平』、岸本おさむ、全8回 / 1964年4月号-1964年11月号
- 『ファンキー・ボーイズ』、益子かつみ、全8回 / 1964年8月号-1965年3月号
- 『007シリーズ』、さいとうたかを、全33回 / 1964年12月号-1967年8月号
- 『蛟竜』（こうりょう）、横山光輝、全11回 / 1965年4月号-1966年2月号
- 『1の1の1』、森田拳次、全4回 / 1965年4月号-1965年7月号
- 『いじわる教授』、赤塚不二夫、全6回 / 1965年7月号-1965年12月号
- 『スリラー教授』、赤塚不二夫、全5回 / 1966年1月号-1966年3月号、1967年4月号、1967年8月号
- 『あかんべあかんぼ』、つのだじろう、全1回 / 1966年3月号
- 『オバケのQ太郎』、藤子不二雄、全1回 / 1966年3月号
- 『おばQのオトボケ戯評』、藤子不二雄、全9回 / 1966年4月号-1966年12月号
- 『おそ松くん』、赤塚不二夫、全9回 / 1966年4月号-1966年12月号
- 『白土三平劇場』、白土三平、全8回 / 1967年1月号-1967年8月号 ※全て再掲載
- 『挑戦野郎』、さいとうたかを、全17回 / 1967年9月号-1969年1月号
- 『Zと呼ばれる男』、佐藤まさあき、全13回 / 1967年9月号-1968年9月号
- 『水木しげる妖怪劇場』、水木しげる、全1回 / 1967年9月号
- 『魂の歌』、宮谷一彦、全1回 / 1967年12月号
- 『海原の剣』、小島剛夕、全4回 / 1968年5月号-1968年8月号
- 『不死鳥JYO』（フェニックス・ジョー）、宮谷一彦、全1回 / 1968年10月号
- 『ズベ公探偵ラン』、篠原とおる、全11回 / 1968年10月号-1969年8月号
- 『マット・ヘルム・シリーズ』、原作ドナルド・ハミルトン、木村仁、全5回 / 1968年11月号-1969年3月号
- 『裏切りのガンポイント』、ケン・月影、全1回 / 1969年2月号
- 『からす』、さいとうたかを、全6回 / 1969年3月号-1969年8月号
- 『ガンマン・シリーズ、復讐の無言歌』、ケン・月影、全4回 / 1969年4月号-1969年7月号